# تورکچی
تورکچی (به لاتین: Türkəçi) یک منطقهٔ مسکونی در جمهوری آذربایجان است که در شهرستان اوجار واقع شده‌است.

## خصوصیات
تورکچی ۴۲۹ نفر جمعیت دارد.